# Serra de Sintra
Serra de Sintra – niewielkie pasmo górskie w zachodniej Portugalii. Od czasów rzymskich znane jako Monte da Lua (Góry Księżycowe). Najwyższy szczyt to Cruz Alta (528 m n.p.m.; port. Wysoki Krzyż).

## Położenie
Serra de Sintra leży na północny zachód od Lizbony. Zajmuje teren w kształcie wydłużonego owalu o długości ok. 10 km i szerokości maksymalnie 5 km. Ciągnie się od miejscowości Sintra na wschodzie prawie aż prawie po przylądek Cabo da Roca na zachodzie. Na północy dochodzi do miejscowości Colares, na południu sięga po Malveira da Serra.

## Geologia i geomorfologia
Góry Sintra zbudowane są ze skał magmowych: w części wschodniej z granitu, w zachodniej – głównie ze sjenitów i gabro-diorytów. Zaczęły się wypiętrzać ok. 80 milionów lat temu i proces ten trwa w dalszym ciągu. Wznoszą się o 250–300 m ponad otaczające je równiny, które budują mezozoiczne skały osadowe, głównie wapienie i margle. Najwyższy szczyt, Cruz Alta (528 m n.p.m.), leży we wschodniej części pasma. Kilka innych szczytów przekracza 400 m n.p.m. Charakterystyczną cechą pasma jest bogata rzeźba terenu, w której wyróżniają się fragmenty skaliste oraz skupiska wielkich, skalnych bloków, ukrytych wśród wiecznie zielonych lasów.

## Klimat
Serra de Sintra, rozciągnięta w kierunku wschód-zachód, stanowi ostatnie ogniwo łańcucha pasm górskich Portugalii, wyznaczających granicę między wpływami atlantyckimi na północy i śródziemnomorskimi na południu. Stanowi istotną zaporę dla dominujących tu wiatrów, wiejących z północnego zachodu oraz północy i niosących zwykle wiele wilgoci. Roczna suma opadów w wyższych partiach gór sięga 800-1000 mm (przy niespełna 500 mm na pobliskim Cabo da Roca). Średnia roczna temperatura w partiach szczytowych wynosi 14-15 ºC, przy czym średnie temperatury poszczególnych miesięcy nie spadają tam poniżej 6 ºC w styczniu i nie przekraczają 20 ºC w sierpniu. Przymrozki i śnieg właściwie tu nie występują, natomiast letnie upały są rzadkością. Stoki północne gór, chronione od nadmiaru słońca i obfite w wodę, posiadają specyficzny klimat lokalny, sprzyjający niezwykle bujnej roślinności.

## Flora
Flora Gór Sintra jest bardzo bogata i wyjątkowa. Stwierdzono tu występowanie ok. 900 rodzimych gatunków roślin, z czego 87 gatunków endemicznych. Dodatkowo w stanie dzikim spotykanych jest kolejnych ok. 130 gatunków obcych (kenofitów). Większość z nich to „uciekinierzy” z zakładanych masowo od połowy XIX w. parków i ogrodów, w których sadzono gatunki sprowadzane z odległych części świata. Niektóre, jak np. pochodząca z Australii akacja Acacia melanoxylon, są uznawane za groźne gatunki inwazyjne.
Większą część gór Sintra pokrywają lasy. Typowym zespołem leśnym jest tu Quercion fagineae (też: Q. broteri) – las dębowy, w którym dominuje dąb portugalski. Towarzyszą mu inne gatunki dębów, jak typowy dla strefy śródziemnomorskiej dąb skalny, zwany tu carrasco, dąb korkowy oraz dąb szypułkowy, który tu właśnie ma swą południowo-zachodnią granicę występowania. Kolejnymi typowymi gatunkami są chruścina jagodna (drzewo poziomkowe), oliwka europejska i pistacja kleista (lentyszek). Z drzew iglastych w górach Sintra rośnie sosna nadmorska, zaś na suchszych stokach południowych sosna pinia. W podszyciu występuje często ostrokrzew kolczasty. Wśród gęstych zwojów bluszczu pospolitego, oplatających wilgotne skały, rośnie zanokcica Asplenium hemionitis – paproć o oszczepowatych liściach, znana z Wysp Kanaryjskich, Azorów i Madery, a w Portugalii kontynentalnej występująca jedynie (jako relikt sprzed epoki lodowej) w kilku miejscach wzdłuż wybrzeża atlantyckiego. Również na skałach i murach rośnie lokalny endemit z rodziny kapustowatych – Coincya cintrana. Innym występującym tu endemitem jest goździk sintrzański (Dianthus cintranus sbsp. cintranus). Najbardziej naturalne fragmenty roślinności gór Sintra zachowały się w zachodniej części pasma, w areale schowanego w skałach dawnego klasztoru franciszkanów (Convento dos Capuchos). Klasztor został opuszczony w 1834 r., dzięki czemu oparł się w znacznym stopniu romantycznej modzie wzbogacania miejscowej flory gatunkami obcymi.

## Fauna
Świat zwierzęcy Gór Sintra jest również bogaty. Obszar górski jest jednak niewielki, zaś presja człowieka od wieków była tak silna, że nie spotkamy tu żadnych dużych ssaków. Największymi są niewielkie drapieżniki: lis i żeneta. Występuje tu również kilka gatunków nietoperzy, m.in. gacek szary. Z ptaków największymi rzadkościami są orzeł południowy (ostatnio tylko jedno gniazdo!) i puchacz. Nieco częściej pojawiają się sokół wędrowny i krogulec (po 4-5 gniazd). Z gadów godne uwagi są wąż kapturzec (Macroprotodon cucullatus) i jadowita żmija iberyjska, widywana głównie na południowych, cieplejszych stokach gór.

## Ochrona przyrody
Praktycznie całe pasmo górskie Serra de Sintra znajduje się w granicach Parku Przyrodniczego Sintra-Cascais.

## Turystyka

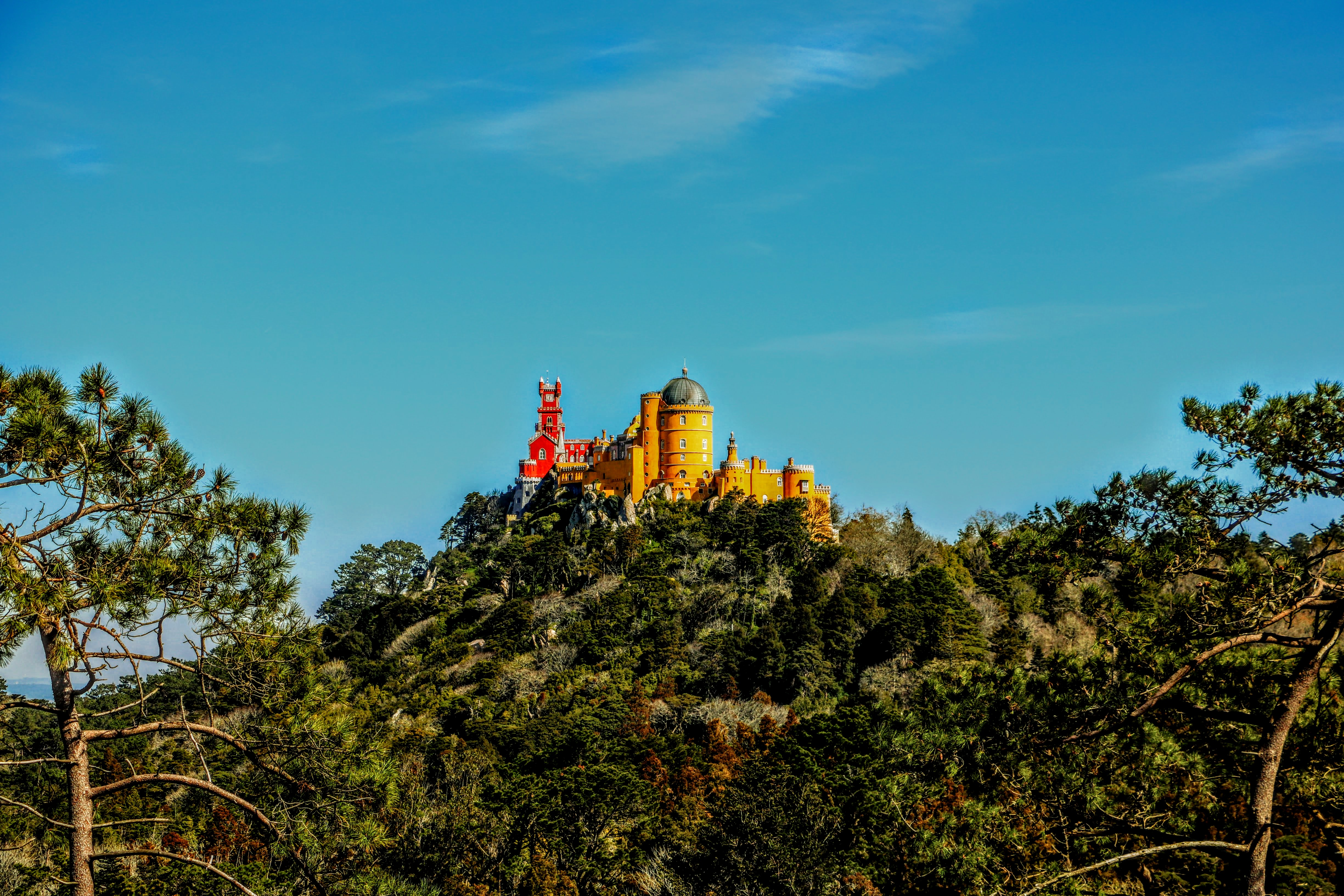
Pałac Pena

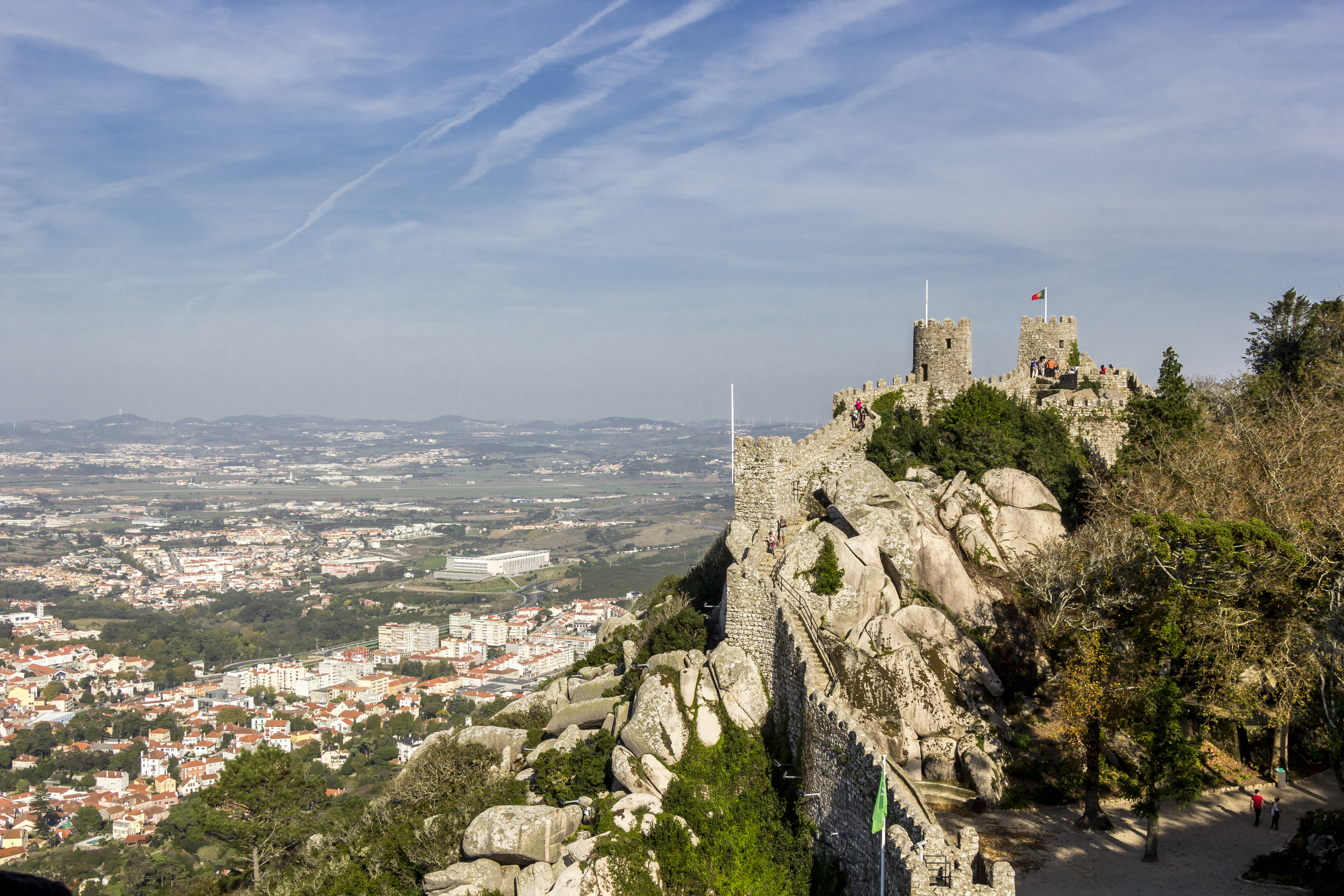
Zamek Maurów, w dole Sintra

Wielką ilość turystów, odwiedzających rejon gór Sintra, przyciągają tu głównie wielkiej klasy zabytki: pałac królewski w Sintrze, pałac Pena, Zamek Maurów, Quinta da Regaleira, klasztor kapucynów czy pałac Monserrate. Wędrówki po górach podejmują jedynie nieliczni, a warunki jej uprawiania są ograniczone.
Znaczna część obszaru pasma znajduje się w rękach prywatnych, jest ogrodzona i niedostępna. Część zachodnią i częściowo północną obejmują rozległe parki należące do wspomnianych wyżej pałaców, klasztorów oraz licznych prywatnych rezydencji i nie wszystkie są publicznie dostępne. Kilka wyznaczonych tu szlaków o charakterze tras spacerowych stanowi w rzeczywistości piesze dojścia z Sintry do Zamku Maurów i pałacu Pena. Jeden z nich udostępnia pasmo granitowych urwisk tworzących zachodnią ścianę Zamku Maurów. Jest ono jednym z najstarszych i najbardziej popularnych terenów wspinaczki skałkowej w Portugalii. Od 1950 r. wytyczono tu 72 drogi o długości do 45 m i trudnościach sięgających 8a. Kilka kolejnych szlaków pieszych wytyczono u południowo-zachodnich podnóży tych gór, w rejonie sanktuarium Peninha i Tholos do Monge, nie wyprowadzają one jednak na wyższe szczyty. Zachodnimi stokami pasma wiedzie dalekobieżny szlak GR 11 – Caminho do Atlantico, jednak i on korzysta z niżej biegnących dróg.
Najłatwiej osiągalnym szczytem Gór Sintra jest ich najwyższy wierzchołek – Cruz Alta, leżący w granicach parku Pena i dostępny w ok. 20 min. wygodną drogą spod pałacu Pena.